# تيم بلير
تيم بلير (بالإنجليزية: Tim Blair)‏ هو صحفي أسترالي، ولد في 1965.